# سيباستيان غيرفيه
سيباستيان غيرفيه (بالفرنسية: Sébastien Gervais)‏ هو لاعب كرة قدم فرنسي، ولد في 2 ديسمبر 1976 في بوردو في فرنسا. لعب مع نادي سيت ونيم أولمبيك.

## وصلات خارجية
- سيباستيان غيرفيه على موقع قاعدة بيانات كرة القدم.إي يو (الإنجليزية)